# 赤尾秀子
赤尾 秀子（あかお ひでこ）は、SF・ミステリ・科学書を主に翻訳する日本の翻訳家。

## 略歴
福岡県立修猷館高等学校、津田塾大学学芸学部数学科卒業。2016年『叛逆航路』（が第47回星雲賞を受賞した。

## 著書
- 『ジョッキー・調教師になるには』（ぺりかん社、なるにはbooks） 2003

## 翻訳（小説）
- 『恋のお手並み拝見』（フランシーン・パスカル、ハヤカワ文庫、スイート・ヴァレー・ハイ 5） 1986
- 『忘却の口づけ』（ラス・スモール、ハーレクイン・エンタープライズ、ハーレクイン・テンプテーション） 1986
- 『炎の神シャーラ』（M・Z・ブラッドリー、創元推理文庫、ダーコーヴァ年代記） 1987
- 『光の使者』（ポール・クック、ハヤカワ文庫SF） 1988
- 『渦状星系の深淵』（ポール・クック、ハヤカワ文庫SF） 1989
- 『帝国の秘宝』（ウォルター・ジョン・ウィリアムズ、ハヤカワ文庫SF、銀河快盗伝1） 1991
- 『エルトダウンの炎』（ウォルター・ジョン・ウィリアムズ、ハヤカワ文庫SF、銀河快盗伝2） 1991
- 『封印』（キャロリン・ホーガン、講談社文庫） 1997
- 『葬儀よ、永久につづけ』（デイヴィッド・プリル、東京創元社、海外文学セレクション） 1998
- 『連続殺人記念日』（デイヴィッド・プリル、東京創元社、海外文学セレクション） 1999
- 『大陪審団』上・下（フィリップ・フリードマン、講談社文庫） 1999
- 『南極大陸』上・下（キム・スタンリー・ロビンスン、講談社文庫） 2003
- 『黄色い気球』（ローリー・ハルツ・アンダーソン、ランダムハウス講談社文庫） 2005
- 『ルビーの谷』（シャロン・クリーチ、早川書房、ハリネズミの本箱） 2004
- 『ティンカー』（ウェン・スペンサー、ハヤカワ文庫SF） 2006
- 『ようこそ女たちの王国へ』（ウェン・スペンサー、ハヤカワ文庫SF） 2007
- 『エイリアン・テイスト』（ウェン・スペンサー、ハヤカワ文庫SF） 2008
- 『レインボーズ・エンド』上・下 （ヴァーナー・ヴィンジ、創元SF文庫） 2009
- 『地球最後の野良猫』（ジョン・ブレイク、創元SF文庫） 2010
- 『闇の船』（サラ・A・ホイト、ハヤカワ文庫） 2011
- 『天翔（あまかけ）る少女』（ロバート・A・ハインライン、創元SF文庫） 2011
- 『ヴァンパイアハンター・リンカーン』（セス・グレアム＝スミス、新書館） 2011
- 『スチーム・ガール』（エリザベス・ベア、創元SF文庫） 2017
- 『君の彼方、見えない星』（ケイティ・カーン、ハヤカワ文庫SF） 2017
- 『その他もろもろ　ある予言譚』（ローズ・マコーリー、作品社） 2020
- 『フローリングのお手入れ法』（ウィル・ワイルズ、東京創元社） 2022

### アン・マキャフリー
- 『アイリータの生存者』（アン・マキャフリー、創元推理文庫、恐竜惑星2） 1989
- 『旅立つ船』（アン・マキャフリー, マーセデス・ラッキー共著、創元SF文庫） 1994
- 『だれも猫には気づかない』（アン・マキャフリー、東京創元社、創元推理文庫） 2000、新版 2015
- 『天より授かりしもの』（アン・マキャフリー、創元推理文庫） 2004
- 『もしも願いがかなうなら』（アン・マキャフリー、創元推理文庫） 2006

### 「お料理名人の事件簿」シリーズ
- 『桃のデザートには隠し味 お料理名人の事件簿 1』（リヴィア・J・ウォッシュバーン、ランダムハウス講談社文庫） 2007
- 『かぼちゃケーキを切る前に お料理名人の事件簿 2』（リヴィア・J.ウォッシュバーン、ランダムハウス講談社文庫） 2008
- 『クッキー交換会の隣人たち お料理名人の事件簿 3』（リヴィア・J.ウォッシュバーン、ランダムハウス講談社文庫） 2009
- 『休日には向かないクラブ・ケーキ お料理名人の事件簿 4』（リヴィア・J.ウォッシュバーン、武田ランダムハウスジャパン文庫） 2010
- 『焼きたてマフィンは甘くない お料理名人の事件簿』（リヴィア・J・ウォッシュバーン、ヴィレッジブックス文庫） 2014

### 「チーズ専門店」シリーズ
- 『名探偵のキッシュをひとつ チーズ専門店 1』（エイヴリー・エイムズ、原書房コージーブックス） 2012
- 『チーズフォンデュと死の財宝 チーズ専門店 2』（エイヴリー・エイムズ、原書房コージーブックス） 2012
- 『消えたカマンベールの秘密 チーズ専門店 3』（エイヴリー・エイムズ、原書房コージーブックス） 2013
- 『ブルーベリー・チーズは大誤算 チーズ専門店 4』（エイヴリー・エイムズ、原書房コージーブックス） 2014

### 「大統領の料理人」シリーズ
- 『厨房のちいさな名探偵 大統領の料理人 1』（ジュリー・ハイジー、原書房コージーブックス） 2015
- 『クリスマスのシェフは命がけ 大統領の料理人 2』（ジュリー・ハイジー、原書房コージーブックス） 2015
- 『春のイースターは卵が問題 大統領の料理人 3』（ジュリー・ハイジー、原書房コージーブックス） 2016
- 『絶品チキンを封印せよ 大統領の料理人 4』（ジュリー・ハイジー、原書房コージーブックス） 2016
- 『誕生日ケーキには最強のふたり 大統領の料理人 5』（ジュリー・ハイジー、原書房コージーブックス） 2017
- 『休暇のシェフは故郷へ帰る 大統領の料理人 6』（ジュリー・ハイジー、原書房コージーブックス） 2018
- 『晩餐会はトラブルつづき 大統領の料理人 7』（ジュリー・ハイジー、原書房コージーブックス） 2018
- 『ほろ苦デザートの大騒動 大統領の料理人 8』（ジュリー・ハイジー、原書房コージーブックス） 2019

### 「叛逆航路」シリーズ
- 『叛逆航路』（アン・レッキー、創元SF文庫） 2015
- 『亡霊星域』（アン・レッキー、創元SF文庫） 2016
- 『星群艦隊』（アン・レッキー、創元SF文庫） 2016
- 『動乱星系』（アン・レッキー、創元SF文庫） 2018

### 「Machineries of Empire」三部作
- 『ナインフォックスの覚醒』（ユーン・ハ・リー、創元SF文庫） 2020
- 『レイヴンの奸計』（ユーン・ハ・リー、創元SF文庫） 2021
- 『蘇りし銃』（ユーン・ハ・リー、創元SF文庫） 2023

## 翻訳（児童向け、歴史・科学書など）
- 『童話の書き方』（リー=ワインダム、講談社） 1984
- 『主婦作家として成功する方法』（エレーヌ=ファントル=シンバーグ、講談社） 1985
- 『スモールペット飼育ハンドブック : スモールペットの購入、飼育、繁殖などを分かりやすく解説したガイドブック』（デヴィッド・テイラー、瀧寺治子共訳、ペットライフ社） 1998
- 『ぼくのともだちドゥームズ』（キサン・ホプクラフト, キャロル・コースラ・ホプクラフト、あかおひでこ訳名義、BL出版） 2001 - 児童向け
- 『ネイティヴ・アメリカン : 写真で綴る北アメリカ先住民史』（アーリーン・ハーシュフェルダー、猿谷要日本語版監修、小野田和子共訳、BL出版） 2002
- 『アフリカの森の日々 : わたしの愛したチンパンジー』（ジェーン・グドール、松沢哲郎監訳、BL出版） 2002
- 『チェンジング・ワールド』（アーヴィン・ラズロ、アーティストハウスパブリッシャーズ） 2003 - 児童向け
- 『リッキーとアンリ : みなしごチンパンジーと犬の友情物語』（ジェーン・グドール、BL出版） 2005 - 児童向け
- 『写真が語るベトナム戦争』（スチューアート・マレー、村井友秀日本語版監修、あすなろ書房、「知」のビジュアル百科 29） 2006
- 『イラストでみる世界を変えた発明』（ジリー・マクラウド文、リサ・スワーリング, ラルフ・レイザー イラスト、ランダムハウス講談社） 2008
- 『アイザック・ニュートン : すべてを変えた科学者』（フィリップ・スティール、BL出版、ビジュアル版伝記シリーズ） 2008
- 『写真でみる世界の子どもたちの暮らし : 世界31ヵ国の教室から』（ペニー・スミス, ザハヴィット・シェイレブ編著、あすなろ書房） 2008 - 児童向け
- 『発見! 恐竜のミイラ』（フィリップ・ラーズ・マニング、日経ナショナルジオグラフィック社） 2008
- 『マリー・キュリー : 科学の流れを変えた女性』（フィリップ・スティール、BL出版、ビジュアル版伝記シリーズ） 2008
- 『イラストでみる人体の不思議』（リチャード・ウォーカー、リサ・スワーリング, ラルフ・レイザー イラスト、松村讓兒日本語版監修、ランダムハウス講談社） 2008
- 『おかしな生きものミニ・モンスター : 世にも奇怪な珍蟲・珍獣図鑑』（ポーラ・ハモンド、二見書房） 2009
- 『ガリレオ : 星空を「宇宙」に変えた科学者』（フィリップ・スティール、BL出版、ビジュアル版伝記シリーズ） 2009
- 『NASA秘録 : 秘密組織が隠蔽する宇宙の人工遺物』（リチャード・C・ホーグランド, マイク・バラ、並木伸一郎監修、学習研究社） 2009
- 『タイタニック 愛の物語』（ギル・ポール, ブルース・ベヴァリッジ、二見書房） 2012
- 『古代アフリカ : 400万年前の人類と消えた王国 巨大大陸の謎を追う』（ヴィクトリア・シャーロー, ジェイムズ・デンボー監修、BL出版、ナショナルジオグラフィック 考古学の探検） 2013
- 『世界を変えた24の方程式 : 古代バビロニア数学から21世紀の金融工学まで』（デイナ・マッケンジー、創元社） 2013
- 『古代マヤ : 密林に開花した神秘の文明の軌跡をたどる』（ナサニエル・ハリス, エリザベス・グレアム監修、BL出版、ナショナルジオグラフィック 考古学の探検） 2014
- 『世界で一番美しい色彩図鑑』（ジョアン・エクスタット, アリエル・エクスタット、創元社） 2015
- 『書物のある風景 美術で辿る本と人との物語』（ディヴィッド・トリッグ、創元社） 2018
- 『黄金比 秘められた数の不思議』（ゲイリー・B・マイスナー、創元社） 2019
- 『ヨーロッパの古城』（リチャード・プラット文、スティーブン・ビースティー画、あすなろ書房、輪切り図鑑クロスセクション） 2020 - 児童向け